# Chthonius lupinus
Espèce
Chthonius lupinus est une espèce de pseudoscorpions de la famille des Chthoniidae.

## Distribution
Cette espèce est endémique de Bosnie-Herzégovine. Elle se rencontre dans la grotte Vučija pećina à Trebinje.

## Description
La femelle holotype mesure 2,21 mm et le mâle paratype 1,895 mm.

## Publication originale
- Ćurčić, Dimitrijević & Ćurčić, 2011 : A new cave Pseudoscorpion (Pseudoscorpiones: Chthoniidae): Chthonius (Chthonius) lupinus n.sp. from Bosnia-Herzegovina. Acta Zoologica Bulgarica, vol. 63, no 2, p. 499-505.